# ダークエネルギー
| ダークエネルギーは存在するか。存在する場合、その正体は何か。 |

ダークエネルギー（英: dark energy、ダークエナジー）または暗黒エネルギー（あんこく-）とは、現代宇宙論および天文学において、宇宙全体に浸透し、宇宙の膨張を加速していると考えられる仮説上のエネルギーである。2013年までに発表されたプランクの観測結果からは、宇宙の質量とエネルギーに占める割合は、原子等の通常の物質が4.9%、暗黒物質（ダークマター）が26.8%、ダークエネルギーが68.3%と算定されている。
ダークエネルギーとは、宇宙全体に広がって負の圧力を持ち、実質的に「反発する重力」としての効果を及ぼしている仮想的なエネルギーである。この語は、宇宙論研究者のマイケル・ターナーが1998年に初めて作った言葉であるとされる。現在観測されている宇宙の加速膨張や、宇宙の大半の質量が正体不明であるという観測事実を説明するために、宇宙論の標準的な理論（FLRW計量）にダークエネルギーの効果を加えるのが現在最もポピュラーな手法である。この新しい宇宙論の標準モデルをΛ-CDMモデルと呼ぶ。
現在提案されている2つのダークエネルギーの形態としては、宇宙定数とクインテッセンスがある。前者は静的であり後者は動的である。この二つを区別するためには、宇宙膨張を高い精度で測定し、膨張速度が時間とともにどのように変化しているかを調べる必要がある。このような高精度の観測を行うことは観測的宇宙論の主要な研究課題の一つである。

## 理論的背景
宇宙定数は、1917年にアルベルト・アインシュタインによって、静的な宇宙を表すような重力場の方程式の定常解を得るための方法として最初に提案された。このとき、実質的にダークエネルギーにあたるエネルギーを重力と釣り合わせるために用いた。しかし後に、アインシュタインの静的宇宙は、局所的な非一様性が存在すると最後には宇宙スケールで膨張または収縮が加速的に起こるため、実際には不安定であることが明らかになった。宇宙の平衡状態は不安定であり、もし宇宙がわずかに膨張すると、膨張は真空のエネルギーを放出し、これはさらなる膨張を引き起こす。同様に、わずかに収縮する宇宙は収縮を続ける。このような種類の擾乱（）は、宇宙に広がる物質の非一様な分布のために不可避である。また、より重要な点として、エドウィン・ハッブルの観測によって、宇宙は膨張しており、静的ではありえないことが明らかになった。この発見の後、宇宙定数は歴史上の奇妙な存在としてほぼ無視されることとなった。アインシュタインは静的宇宙とは対照的な動的宇宙のアイデアを予測できなかったことは人生最大の失敗だったと言及したことは有名である。
アラン・グースは1970年代に、ダークエネルギーに似た偽の真空の概念を提唱した。これは、最初期の宇宙においてインフレーションを駆動する機構である。1980年代には佐藤勝彦およびグースが、ごく初期の宇宙で宇宙定数が宇宙のインフレーションを起こした可能性を提案した。インフレーションは、質的にはダークエネルギーに類似するある反発力を仮定し、ビッグバンのほんのわずか後の宇宙の指数関数的膨張を引き起こす。そのような膨張は現代ビッグバン宇宙論にとって不可欠な特徴である。しかしながら、インフレーションはわれわれが今日観測するダークエネルギーよりもはるかに高いエネルギー密度で生じるはずであり、宇宙が誕生後一秒の大きさになったときに完全に終結すると考えられる。もしあるとしても、ダークエネルギーとインフレーションの間にどのような関係が存在するのかは明確ではない。インフレーションモデルが広く受け入れられた後でも、宇宙定数はごく初期の宇宙においてのみ重要であり、現在の宇宙とは無関係であると信じられていた。しかし、1990年代の終わりに人工衛星と望遠鏡の黄金時代を迎えると、遠方の超新星や宇宙背景放射を高い精度で測定することが可能になった。これらの観測で驚くべき結果が得られたが、これらの結果のうちのいくつかは、何らかの形でダークエネルギーが現在の宇宙に存在すると仮定すると、最も簡単に説明できるものだった。
“ダークエネルギー”と言う用語は、フリッツ・ツビッキーが1933年に提唱した“暗黒物質(ダークマター)”になぞらえて、マイケル・ターナーによって1998年に作られた。1990年代後半、重水素の観測からビッグバン原子核合成におけるバリオン質量が確定し、セファイド変光星の観測からハッブル定数が精度よく決められ、銀河団の質量から暗黒物質の割合が求められた。宇宙定数（後の暗黒エネルギー）を含む宇宙モデルを使えば、球状星団から推定される宇宙年齢を矛盾なく説明できると1995年には指摘された。最初の直接的なダークエネルギーの証拠は、ソール・パルマッターとアダム・リースらのチームが独立に超新星を観測して、その距離を決定したことから加速的膨張を発見し、同時期にその結果を発表した。これらの観測によりΛ-CDMモデルが導かれることとなった。これまでの超新星の観測結果に、遠方の超新星を加え、ハッブル宇宙望遠鏡、欧州連合のVLT望遠鏡、カリフォルニア大学のケック望遠鏡、そして日本のすばる望遠鏡の観測を加え、宇宙背景放射 (CMB)、バリオン音響振動 (BAO)の観測を合わせると、宇宙は減速膨張から加速膨張へ 66.2億年前に移行し、現在では宇宙のエネルギーの72.9%（観測誤差1.4%)を暗黒エネルギーが占めていることが測定されている。また、宇宙の状態方程式は7%の精度で求められ、曲率は0.6%の精度でΛ-CDMモデルを支持していることが観測からわかっている。
2013年3月21日、欧州宇宙機関は、プランクによる観測の結果、宇宙の質量及びエネルギーに占めるダークエネルギーの割合は68.3%であると発表した。

## 観測的証拠
現在、ダークエネルギーの存在は、主に以下の3つの観測手段によって支持されている。

### 超新星
1990年代後半、ハイゼット超新星探索チームと超新星宇宙論計画の二つの国際的研究観測チームが、遠方のIa型超新星を観測することにより、宇宙が加速膨張をしていることを独立に相次いで立証した。現在の宇宙の全エネルギーの7割を、ダークエネルギーが占めるという観測結果は、大きな驚きをもって迎えられた。この発見の功績により、2011年ノーベル物理学賞は、ソール・パールマッター、ブライアン・P・シュミット、アダム・リースの3者に贈られることになった。Ia型超新星とは、白色矮星を含む連星のうち、白色矮星がもう一方の星からの質量降着によりその質量が、チャンドラセカール限界に達した瞬間に超新星爆発が起きる現象をいう。
チャンドラセカール限界で白色矮星が超新星爆発する時の質量が、太陽質量の約1.4倍であり、光度がほぼ一定であることから、標準光源として距離の測定に使われている。
タイプIa型超新星爆発の最大光度は、母銀河の光度に匹敵する明るさになるため、遠方銀河までの距離の測定が可能になった。ダークエネルギーの発見から10年、精度を上げる観測が精力的に行われ、現在までに700個以上の超新星の観測が報告され、さらに大規模な観測が計画されている。日本のすばる望遠鏡も、遠方の超新星の観測に貢献している。今日でも、暗黒エネルギーの最も正確な測定は、タイプIa型超新星によるものである。

### 宇宙背景放射
宇宙背景放射の非等方性から、宇宙論パラメータを求めることができる。特に、宇宙の平坦性は主に宇宙背景放射の観測によるものであり、宇宙背景放射観測衛星WMAPは2001年の打ち上げ以来、高精度の宇宙論パラメータの決定を可能にし、大きな成果を上げている。WMAPの最新の宇宙背景放射の観測からも、ダークエネルギーの存在が強く支持されている。

### バリオン音響振動
バリオン音響振動とは、宇宙の晴れ上がりの際、後に銀河や星を構成することになるバリオンの共鳴していた距離が凍結され、銀河間の特徴的な距離がおよそ140メガパーセク (Mpc)（約4.57億光年）として銀河分布に刻まれる現象である。
我々からある距離に存在する明るい銀河の特徴的な分布を角度として測り、その角度をこの凍結された距離として解釈することにより、宇宙論パラメータを解くことができる。大規模な銀河探索であるスローン・デジタル・スカイサーベイのチームが、銀河の分布からバリオン音響振動の観測に初めて成功し、その結果は2005年に発表された。その後も検証が続けられ、最新の観測結果もダークエネルギーの存在を強く支持している。

## 現象論的性質
ダークエネルギーには互いに反発する性質があるため、宇宙膨張を加速する原因となりうる。これは物質優勢の宇宙という伝統的な描像で膨張の減速が起こると予想されているのとは対照的である。宇宙の加速膨張は多くの遠方の超新星の観測から示唆されている。
宇宙の全エネルギー密度の研究からも別の議論がもたらされている。理論的・観測的研究から、宇宙の全エネルギー密度は宇宙がちょうど平坦になる（すなわち、一般相対性理論で定義される時空の曲率が大きなスケールで 0 になる）ような臨界密度に非常に近いことが昔から知られている。（特殊相対性理論の E = mc2 から）エネルギーは質量と等価なので、これは通常、宇宙が平坦になるのに必要な臨界質量密度と呼ばれる。光を放出する通常の物質の観測からは、必要な質量密度の2-5%しか説明できない。この足りない質量を補うために、ダークマターと呼ばれる目に見える光を放出しない物質の存在が長い間仮定されてきた。
しかし、1990年代に行われた銀河や銀河団の観測で、ダークマターをもってしても臨界質量密度の25%しか説明できないことが強く示唆された。もしダークエネルギーが臨界エネルギー密度の残りの約70%を補えば、全エネルギー密度は宇宙が平坦であるのに必要な量と矛盾しなくなる。

## 正体
このダークエネルギーの真の正体は現状ではほぼ推測の対象にすぎない。ダークエネルギーは一般相対論の宇宙定数 (Λ) で表される真空のエネルギーではないか、と考える人々も多く、実際、これはダークエネルギーに対する最も単純な説明である。宇宙定数は、時間や宇宙膨張によらず宇宙全体に存在する一様密度のダークエネルギーと解釈できるからである。
これはアインシュタインによって導入された形式のダークエネルギーであり、我々の現在までの観測と矛盾しない。ダークエネルギーがこのような形をとるとすると、これはダークエネルギーが宇宙の持つ基本的な特徴であることを示すことになる。これとは別に、ダークエネルギーはある種の動力学的な場が粒子的に励起したものとして生まれるとする考え方もあり、クインテッセンスと呼ばれている。クインテッセンスは空間と時間に応じて変化する点で宇宙定数とは異なっている。クインテッセンスは物質のように互いに集まって構造を作るといったことがないように、非常に軽くなければならない（大きなコンプトン波長を持つ）。今のところクインテッセンスが存在する証拠は得られていないが、存在の否定もされていない。

## インフレーションとの関係
ダークエネルギーはインフレーション宇宙論と密接に関係しているという点は注意が必要である。インフレーションはダークエネルギーと定性的に同様の、何らかの反発力の存在を前提としている。これによって宇宙はビッグバンの直後に急速な指数関数的膨張を引き起こす。このような膨張はほとんどの現在の宇宙論や構造形成論の本質的な特徴である。
しかし、インフレーションは現在我々が観測しているダークエネルギーよりももっとずっと高いエネルギー密度で起きなければならないし、宇宙の一生の初期で完全に終わっているはずだと考えられている。したがって、ダークエネルギーとインフレーションの間にもし関係があるとしても、それがどのようなものなのかについては分かっていない。

## 示唆する未来
もしも仮想的なダークエネルギーが宇宙のエネルギーバランスにおいて支配的であり続けるなら、現在の宇宙膨張は加速し続け、ついにはド・ジッター宇宙として知られる文字通り指数関数的な膨張となる。
このモデルでは、重力的に束縛されていない構造は見かけ上、光速を超える速度でばらばらに飛び去ることになる。宇宙に関する我々の知識は光速より遅く伝わる信号によってしか得られないため、この加速によって最終的には、現在見えている遠方の宇宙を見ることすらできなくなる。しかし、ダークエネルギーの密度が増えなければ、銀河や太陽系など現在重力的に束縛されているどんな構造もそのまま残る。したがって我々の地球や銀河系は、宇宙の他の存在が全て我々から離れ去ってもほぼそのまま存在し続ける。
あるいは、ダークエネルギーは一定ではなく、時間とともに増えているかもしれない。「ファントムエネルギー」と呼ばれるこのシナリオでは、宇宙に存在する全てのものは原子に分解され、最後にはビッグリップによって吹き飛ばされてしまい、構造のない空っぽの宇宙が残される。
また、最終的にはダークエネルギーは時間とともに散逸し、物質にかわり、宇宙は互いに引き合うようになるかもしれない。このような不確定性があるために、やはり重力が宇宙を支配し、やがては宇宙が自ら潰れるビッグクランチに至るという可能性も未だ残されている。
2018年、すばる望遠鏡に取り付けた超広視野のカメラで約1千万の銀河を精密に観測した結果、宇宙を広げるダークエネルギーはそれほど増えておらず、宇宙は年齢の10倍ほどの時間(約1400億年)は存在できることがわかった、という論文が東京大学と国立天文台などのチームによって公開された。